# San Juan (přítok Colorada)
San Juan (anglicky San Juan River) je řeka ve státech Utah, Colorado a Nové Mexiko na západě USA. Je 460 km dlouhá. Povodí má rozlohu 66 800 km².

## Průběh toku
Pramení v pohoří San Juan v soustavě Skalnatých hor. Je levým přítokem Colorada.

## Vodní stav
Ve velmi suchých letech řeka vysychá.

## Využití
Využívá se na zavlažování.